# Boutencourt
Boutencourt ist eine französische Gemeinde mit 215 Einwohnern (Stand 1. Januar 2022) im Département Oise in der Region Hauts-de-France. Sie gehört zum Arrondissement Beauvais, zum Gemeindeverband Vexin Thelle und zum Kanton Chaumont-en-Vexin.

## Geographie
Die Gemeinde Boutencourt liegt am Nordostrand der Landschaft Vexin, rund acht Kilometer nordöstlich von Gisors und 20 Kilometer südwestlich von Beauvais an der Aunette. Zu ihr gehört der Weiler Pommereux. Die frühere Bahnstrecke nach Trie-Château ist stillgelegt und abgebaut.

## Einwohner
| Jahr                       | 1962 | 1968 | 1975 | 1982 | 1990 | 1999 | 2011 | 2021 |
| -------------------------- | ---- | ---- | ---- | ---- | ---- | ---- | ---- | ---- |
| Einwohner                  | 160  | 176  | 144  | 141  | 173  | 204  | 243  | 212  |
| Quellen: Cassini und INSEE |      |      |      |      |      |      |      |      |

## Sehenswürdigkeiten
- Kirche Saint-Quentin[1]
- Schloss
- Friedhofskreuz aus dem 2. Viertel des 16. Jahrhunderts, seit 1913 als Monument historique klassifiziert[2]

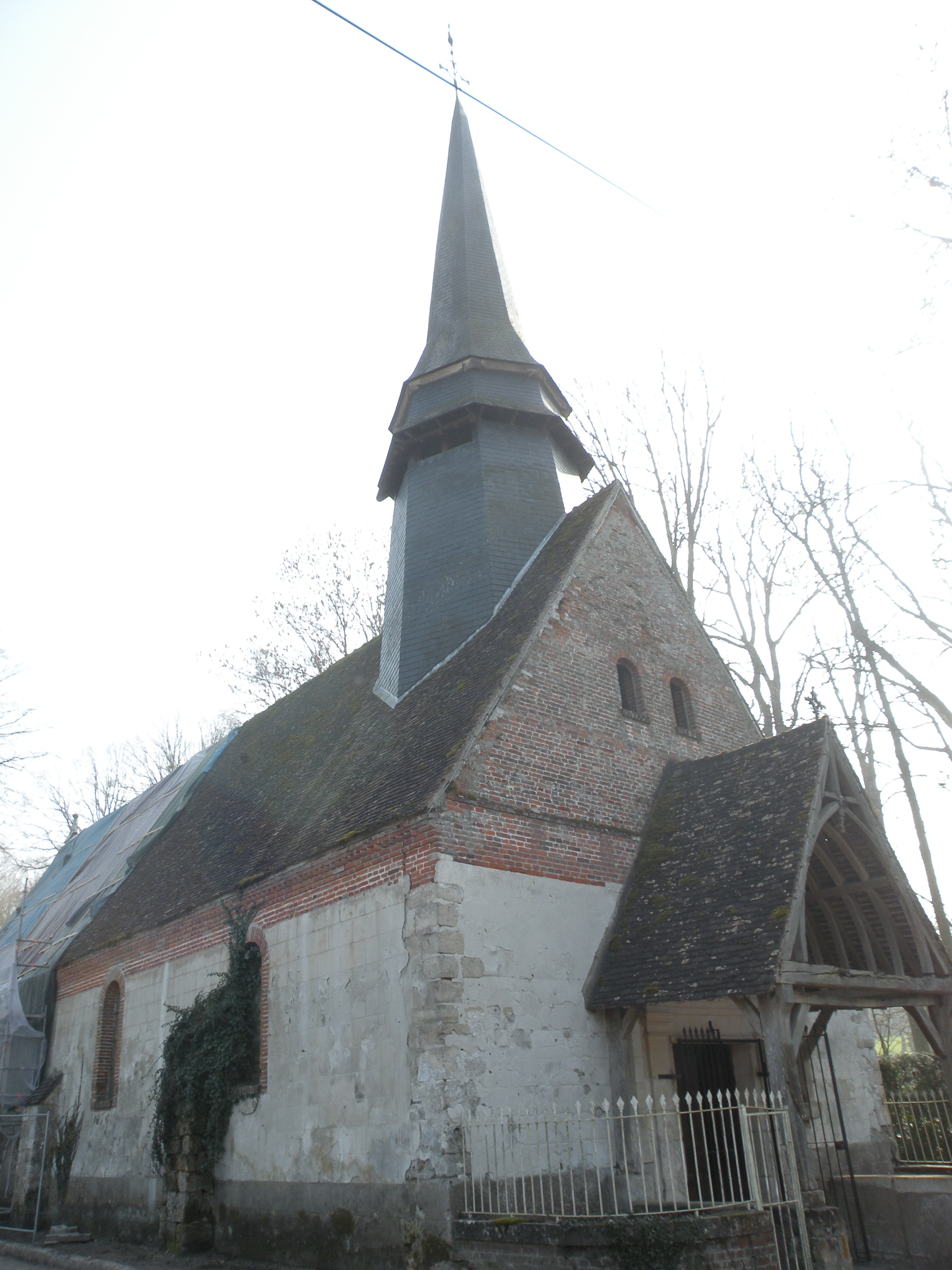
Kirche Saint-Quentin
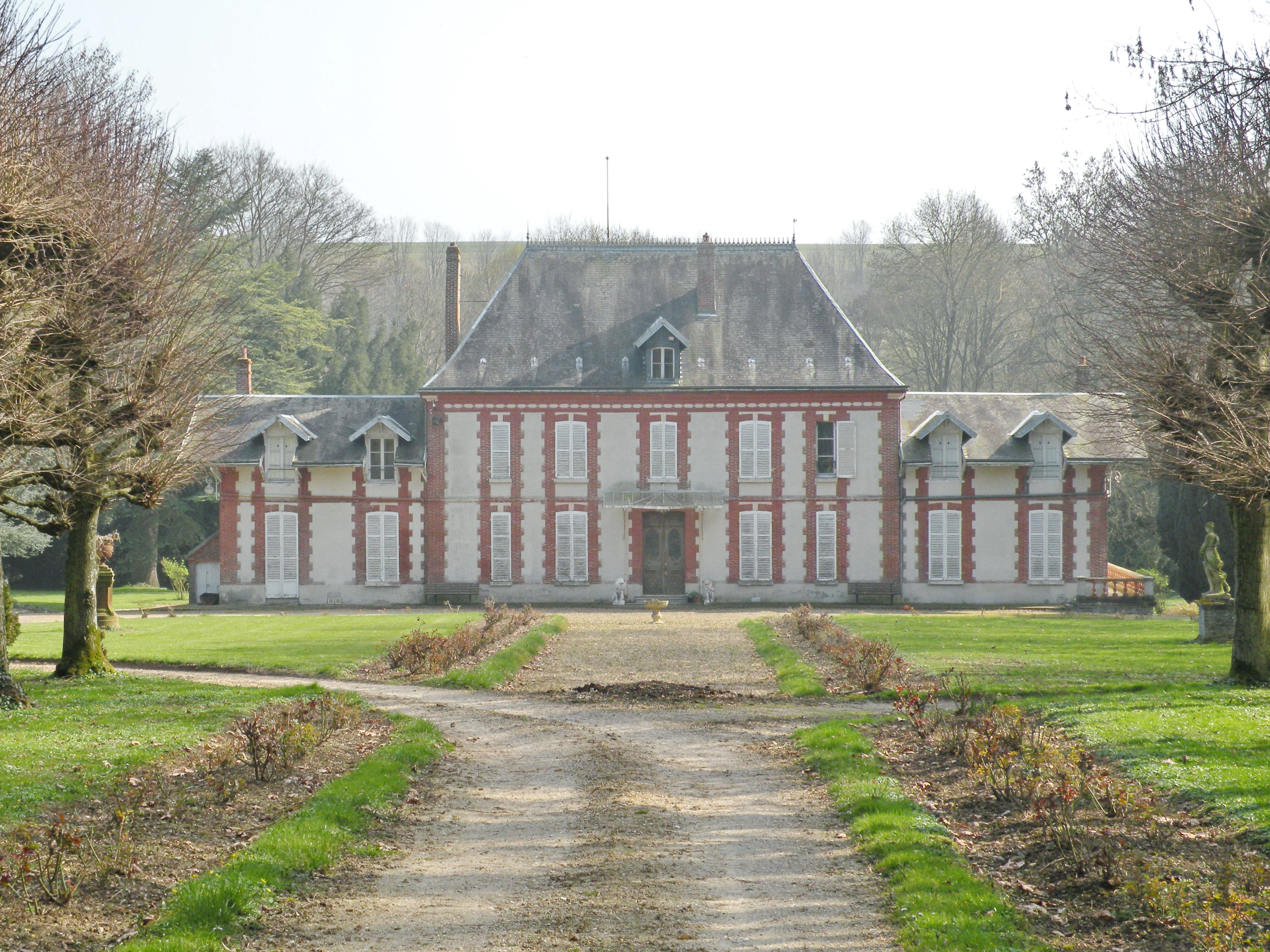
Schloss
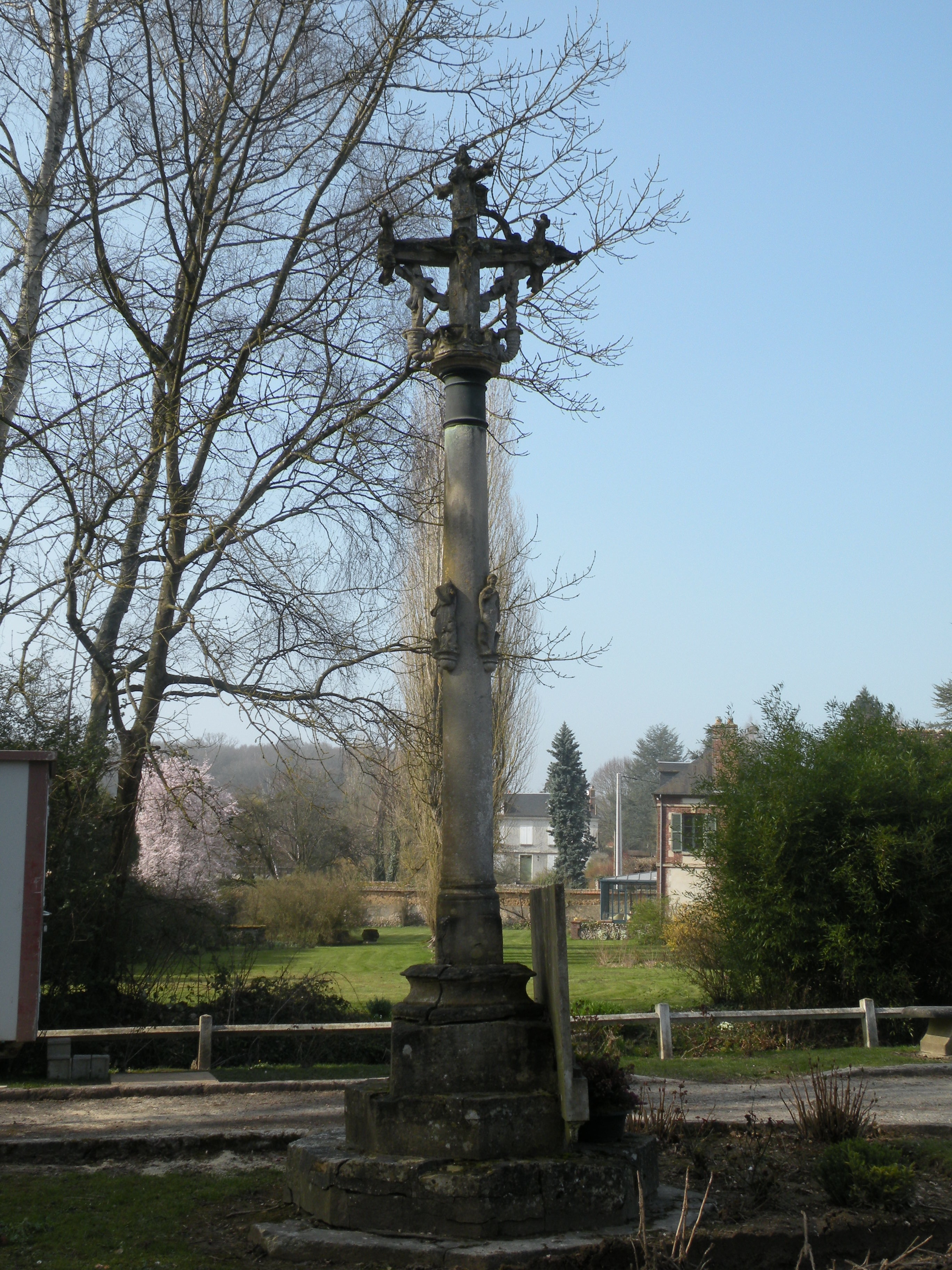
Friedhofskreuz
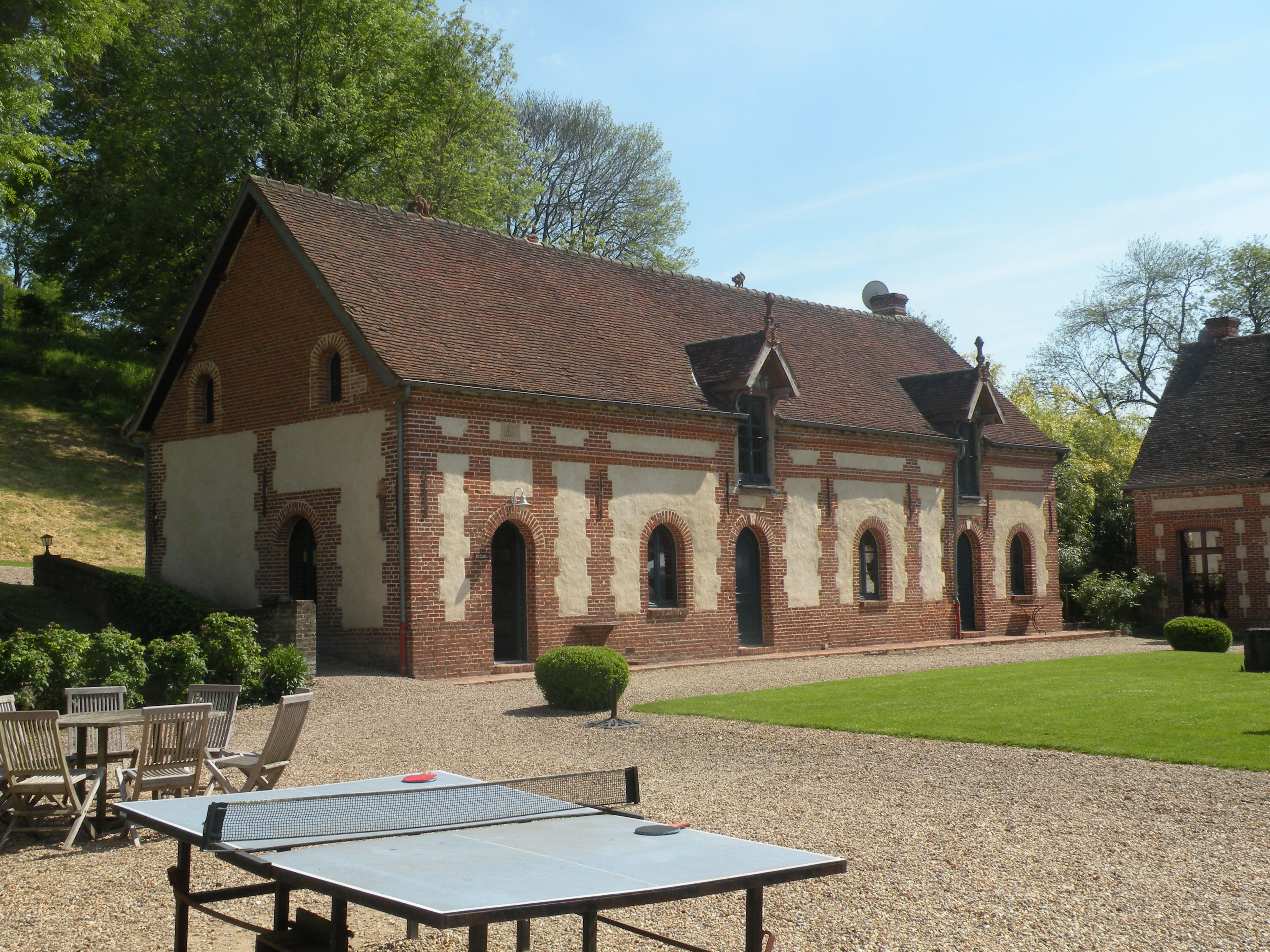
Wassermühle und Schmiede